# Charles Frederick Worth
Charles Frederick Worth, född 13 oktober 1825 i Bourne, Lincolnshire i Storbritannien, död 10 mars 1895 i Paris i Frankrike, var en brittisk modeskapare och skräddare, verksam i Frankrike. Worth, som blev känd för sina överdådiga klänningar, dominerade Paris modevärld under 1800-talets senare hälft.

## Galleri

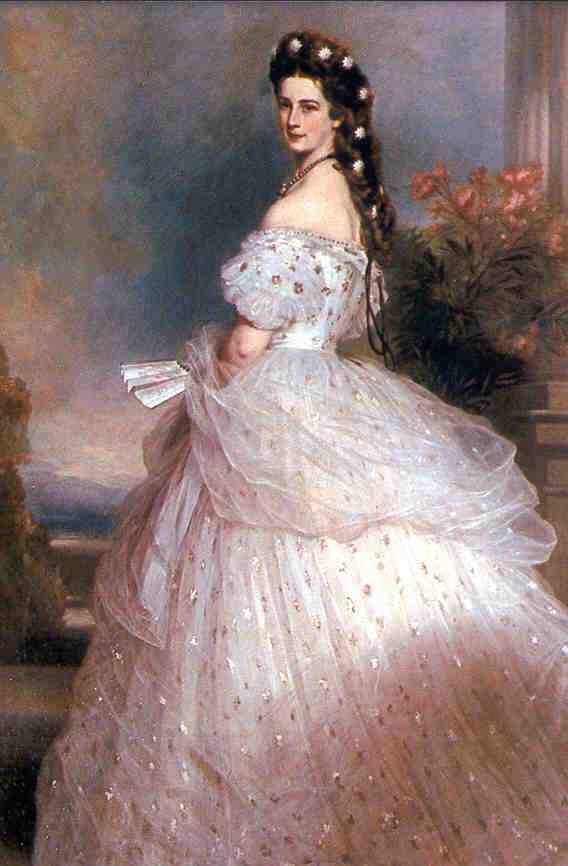
Rosa balklänning i tyll skapad för Elisabeth av Bayern. Målning av Franz Xaver Winterhalter.
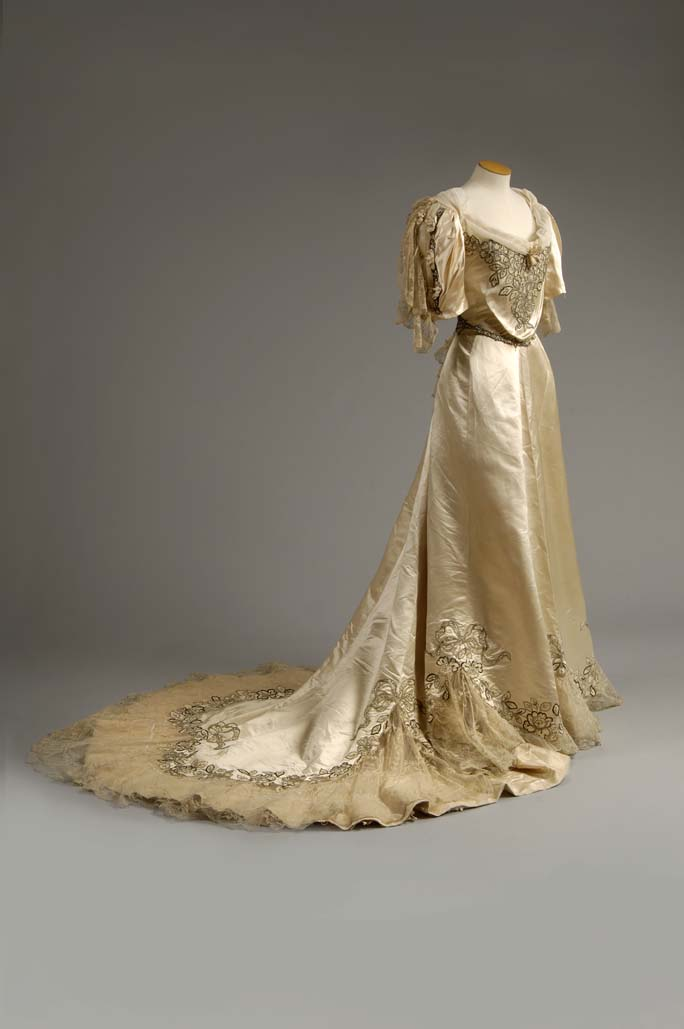
Hovklänning.